# Dino Perić
Dino Perić (Osijek, 12. srpnja 1994.) hrvatski je nogometaš koji igra na poziciji središnjeg beka. Trenutačno igra za Dinamo Zagreb.

## Karijera

### Klupska karijera
Dino Perić počeo je svoju nogometnu karijeru u Osijekovoj akademiji. Godine 2013. prešao je u Dinamo Zagreb za 120 tisuća eura. Tijekom 2013. bio je posuđen Sesvetama, a 2014. i 2015. dva puta Lokomotivi. Za Lokomotivu je prvi put igrao 7. veljače 2014. godine u ligaškoj utakmici protiv Slaven Belupa. Svoj prvi gol za Lokomotivu dao je Rijeci 17. listopada 2015. godine. Godine 2016. posuđen je zagrebačkom Dinamu koji ga otkupljuje naredne godine. Za Dinamo je Perić debitirao 14. siječnja 2014. u prijateljskoj utakmici sa Širokim Brijegom na kojoj je postigao i pogodak. Svoju prvu službenu utakmicu za Dinamo odigrao je 20. rujna 2016. u šesnaestini finala Hrvatskog nogometnog kupa protiv Velog Vrha iz Pule. Svoju prvu utakmicu u 1. HNL odigrao je 14. listopada 2016. protiv Slaven Belupa. U Ligi prvaka debitirao je 2. studenog 2016. protiv Seville. Postigao je dva gola 20. kolovoza u ligaškoj utakmici protiv Osijeka kojeg je Dinamo dobio 5:2.

### Reprezentativna karijera
Dino Perić je tijekom svoje juniorske reprezentativne karijere nastupao za hrvatsku nogometnu reprezentaciju do 18, 19, 20 i 21 godinu. Za A selekciju hrvatske nogometne reprezentacije debitirao je 16. studenog 2019. u kvalifikacijskoj utakmici za Europsko prvenstvo 2020. protiv Slovačke te je asistirao Nikoli Vlašiću u 56. minuti za 1:0. Utakmica je završila rezultatom 3:1 te je njom Hrvatska izborila plasman na Europsko prvenstvo.

## Priznanja

### Individualna
- Trofej Nogometaš – Najbolja momčad godine HNL: 2023.[8]

### Klupska
Dinamo Zagreb
- Prvak Hrvatske (7): 2017./18., 2018./19., 2019./20., 2020./21., 2021./22., 2022./23., 2023./24.
- Hrvatski nogometni kup (2): 2017./18., 2020./21.
- Hrvatski nogometni superkup (3): 2019., 2022., 2023.

## Vanjske poveznice
- Dino Perić, Hrvatski nogometni savez
- Dino Perić, Soccerway (engl.)
- Dino Perić, Transfermarkt (engl.)